# Apollónův chrám (Pompeje)
Apollónův chrám byla stavba antického chrámu nacházející se na západní straně hlavního fóra v Pompejích. Apollónův kult byl jedním z nejdůležitějších kultů ve starověkých Pompejích. Dokud Sullovi kolonisté nezavedli kult Kapitolské trojice (v roce 80 př. Kr.), byl Apollón dokonce považován za nejvyššího ochránce města.

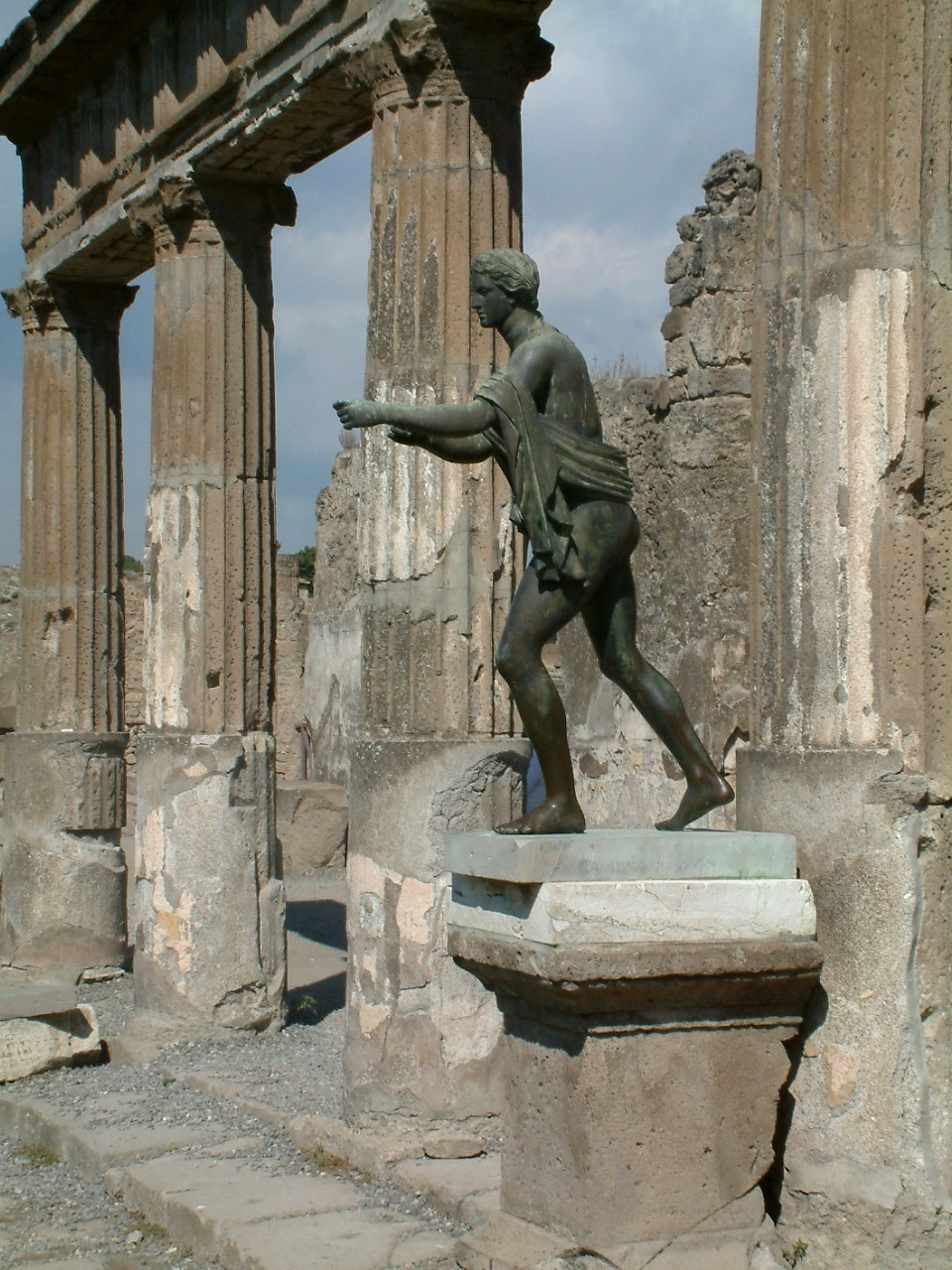
Socha Apollóna v chrámovém okrsku

Chrámu, jehož skromné pozůstatky jsou dnes zachovány, předcházela svatyně postavená pravděpodobně v raném období 6. století př. n. l. na západním výběžku lávové plošiny, která zasahovala do městského okrsku, zasvěceného ještě od řeckých dob kultu boha Apollóna. O vzhledu svatyně se však neví prakticky nic. V pozdějším období, za nadvlády Samnitů, byla stavba stržena a na jejím místě založen nový chrám.
Stavba byla půdorysně orientována souběžně s fórem. Ve své nejranější fázi zabírala mnohem větší prostor. Východním průčelím dokonce zabírala část hlavního fóra. Při novém stavebním uspořádání hlavního fóra v průběhu 2. století př. n. l. se půdorys chrámu zmenšil a budova získala definitivní podobu.
Podobně jako jiné chrámy v Pompejích je i Apollónův chrám vybudován v tzv. italickém stavebním stylu, který se od klasického řeckého odlišuje tím, že budova byla postavena na vyvýšeném pódiu. K chrámu vedlo impozantní schodiště. Chrám neměl klasickou předsíň. Celá stavba byla obklopena dvaceti osmi korintskými sloupy. Průčelí chrámu dominovala šestice, uprostřed rozestoupených sloupů, nesoucí mohutný architráv s reliéfním vlysem.
Před mohutným schodištěm se dodnes nachází oltář z bílého mramoru, pocházející z období římské republiky. Zajímavým stavebním doplňkem je stojící jónský sloup před schodištěm, na kterém byly umístěny sluneční hodiny.
Celý okrsek s Apolónovým chrámem lemovaly arkády tvořené korintskými sloupy a nádržkami na vodu. Na podstavcích před sloupovím stálo několik soch, které jsou dnes uloženy ve sbírkách Národního archeologického muzea v Neapoli. Byly mezi nimi i bronzové sochy Apollóna a Diany v podobě lukostřelce, jejichž kopie jsou dnes vystaveny ve svatyni. V zadní části arkád byly na stěně namalovány scény z Iliady.
Tak jako mnoho pompejských budov i Apollónovu svatyni těžce poškodilo zemětřesení v roce 62 a v době erupce Vesuvu v roce 79 ještě neskončily práce na její obnově. Stavba Apolónova chrámu podává svědectví o sociálních a kulturních proměnách města, ke kterým došlo v průběhu staletí.